# Frederick Henry Ambrose Scrivener

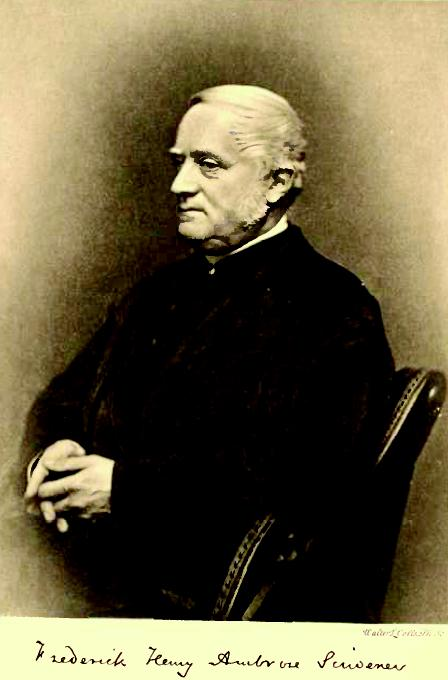
Frederick Henry Ambrose Scrivener

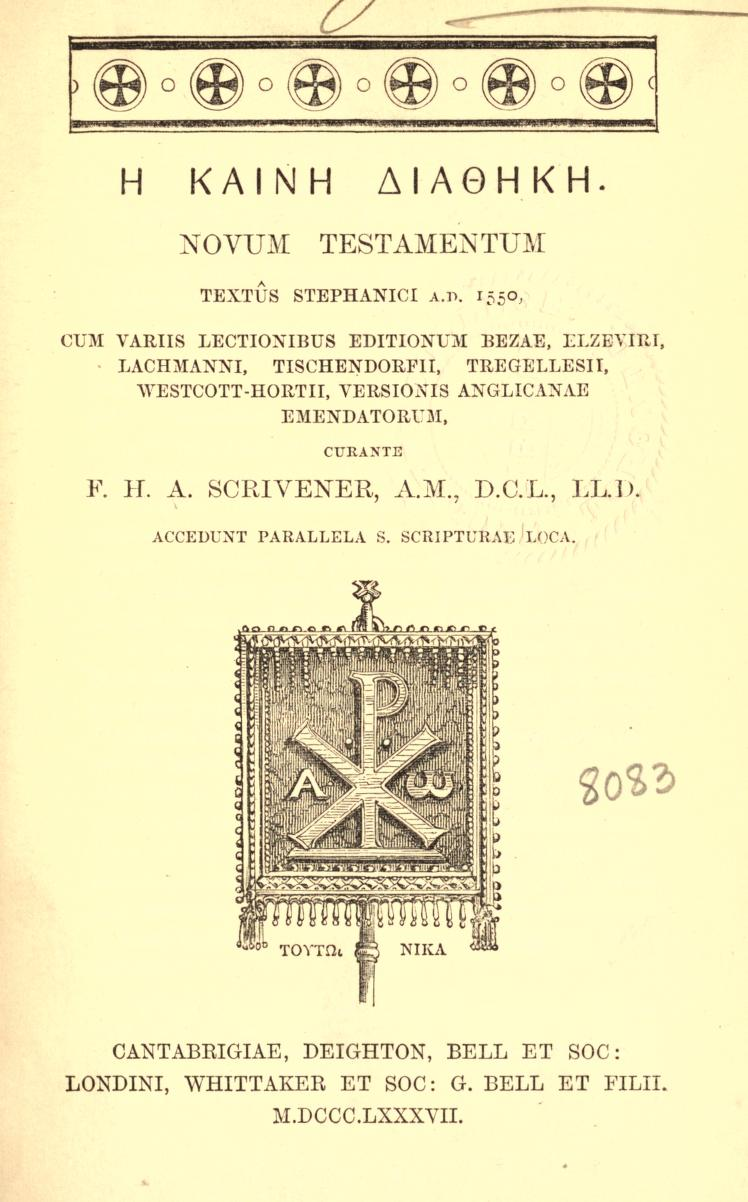
Titelblatt der Ausgabe von 1887

Frederick Henry Ambrose Scrivener, Dr. iur. utr. (* 29. September 1813 in Bermondsey, Surrey; † 30. Oktober 1891 in Hendon, Middlesex) war ein bedeutender Textkritiker des Neuen Testaments, anglikanischer Pfarrer und Mitglied des Komitees, das die Revised Version der King-James-Bibel herausgab.

## Leben
Nach dem Schulbesuch in Southwark (1820–1831) studierte Frederick Henry Ambrose Scrivener vier Jahre Theologie am Trinity College in Cambridge. Sein Studium schloss er 1835 mit dem Bachelor of Arts ab. Danach war er Lehrer der Klassik an einer Reihe von Schulen (King’s School in Sherborne, Dorset; Cornwall; Somerset). Von 1846 bis 1856 war er der Rektor einer Schule in Falmouth (Cornwall). Außerdem war er 15 Jahre lang Rektor von Gerrans, Cornwall.
Einen besonderen Namen auf dem Gebiet der biblischen Wissenschaften macht er sich durch die Bearbeitung des Codex Bezae Cantabrigiensis. Ambrose bearbeitete verschiedene Ausgaben des Neuen Testaments und erstellte Kollationen des Codex Sinaiticus mit dem Textus Receptus. Für seine Verdienste an der Textkritik und dem Verständnis biblischer Manuskripte wurde er am 3. Januar 1872 mit einer Leibrente von 100 Pfund ausgestattet. Er bevorzugte den Textus Receptus als Quelle für Bibelübersetzungen gegenüber den älteren Manuskripten.
Im Jahr 1874 wurde er Benefiziat von Exeter und Vikar von Hendon bei London, wo er bis zu seinem Tod verblieb.

## Werke
- A Supplement to the Authorized English Version of the New Testament: Being a Critical Illustration of its More Difficult Passages from the Syriac, Latin, and Earlier English Versions, with an Introduction. vol. 1. London 1845; Textarchiv – Internet Archive.
- A full and exact collation of about twenty Greek manuscripts of the holy gospels. Cambridge/London 1853; archive.org.
- An Exact Transcript of the Codex Augiensis … to which is added a Full Collation of Fifty Mss. … with a critical introduction. Cambridge/London 1859.
- Contributions to the criticism of the Greek New Testament: being the introduction to an edition of the Codex Augiensis and Fifty other Manuscripts. Cambridge 1859; Textarchiv – Internet Archive.
- A Plain Introduction to the Criticism of the New Testament. 1861; archive.org.
- A Full Collation of the Sinaitic MS. with the Received Text of the New Testament. 1864; Textarchiv – Internet Archive.
- Bezae Codex Cantabrigiensis: being an exact Copy, in ordinary Type, of the celebrated Uncial Graeco-Latin Manuscript of the Four Gospels and Acts of the Apostles, written early in the Sixth Century, and presented to the University of Cambridge by Theodore Beza A.D. 1581. Edited, with a critical Introduction, Annotations, and Facsimiles. 1864; archive.org.
- Six Lectures on the Text of the New Testament and the ancient MSS. which contain it, chiefly addressed to those who do not read Greek. 1875; Textarchiv – Internet Archive.
- Novum Testamentum: textus Stephanici A.D. 1550 : accedunt variae lectiones editionum Bezae, Elzeviri, Lachmanni, Tischendorfii, Tregellesii. 1877; archive.org.

- The New Testament in the Original Greek according to the Text followed in the Authorized Version, together with the Variations adopted in the Revised Version, 1881.

- The authorized edition of the English Bible (1611), its subsequent reprints and modern representatives. University press, Cambridge 1884; Textarchiv – Internet Archive; 1910, Textarchiv – Internet Archive.
- Codex S. Ceaddae Latinus. Evangelia sss. Matthaei, Marci, Lucae ad cap. III.9 complectens, circa septimum vel octavum saeculum scriptus, in ecclesia cathedrali Lichfieldiensi servatus. Cum codice versionis Vulgatae Amiatino contulit, prolegomena conscripsit. Cambridge 1887;
- Novum Testamentum: Textus Stephanici A.D. 1550 : accedunt variae lectiones editionum Bezae, Elzeviri, Lachmanni, Tischendorfii, Tregellesii, Westcott-Hort, Versionis Anglicanae Emendatorum. 1887; Textarchiv – Internet Archive.
- Adversaria critica sacra. Cambridge 1893; Textarchiv – Internet Archive.
- A Plain Introduction to the Criticism of the New Testament. Vol. 1. for the Use of Biblical Students (posthum veröffentlicht und coauditiert von Edward Miller), 1894; Textarchiv – Internet Archive.
- A Plain Introduction to the Criticism of the New Testament. Vol. 2. for the Use of Biblical Students (posthum veröffentlicht und coauditiert von Edward Miller), 1894; Textarchiv – Internet Archive.
- Novum Testamentum textus Stephanici A.D. 1550. Accedunt variae lectiones editionum Bezae, Elzeviri, Lachmanni, Tischendorfii, Tregellesii. Editio quarta ab Eb. Nestle correcta. London/Canterbury 1906; Textarchiv – Internet Archive.